# Consolidated PT-1 Trusty
El Consolidated PT-1 Trusty (designación de compañía Model 1) fue un entrenador primario biplano estadounidense de los años 20 del siglo XX, usado por el Servicio Aéreo del Ejército de los Estados Unidos.

## Diseño y desarrollo
En 1921, el Coronel Virginius Clark, diseñador jefe de la Dayton-Wright Company, diseñó el biplano deportivo Chummy. La célula era avanzada en su uso del perfil aerodinámico Clark Y de sección gruesa y de una estructura del fuselaje soldada de tubos de acero al cromo-molibdeno. A diferencia de las estructuras totalmente de madera presentes en otros entrenadores, esta estructura demostró ser robusta y de confianza. Se ofreció al Servicio Aéreo del Ejército de los Estados Unidos como reemplazo del entrenador Curtiss JN-4D, pudiendo elegir entre los motores rotativos Le Rhone o Clerget.
En 1922, el Ejército ordenó tres máquinas TA-3 (Trainer, Air-cooled, Type 3 (Entrenador, refrigerado por Aire, Modelo 3)) para evaluarlas con el motor Le Rhone y controles dobles. La evaluación mostró que el modelo tenía los ingredientes de un buen entrenador, pero estaba algo falto de potencia, así que, en 1923, Dayton-Wright remotorizó un TA-3 con un más potente Le Rhone de 82 kW (110 hp).
El USAAS ordenó más tarde diez ejemplares de este modelo repotenciado, y estos fueron los últimos aviones del Ejército en ser entregados con un motor rotativo. Percatándose de que este modelo de planta motriz había pasado su pico de desarrollo, el USAAS contrató más tarde tres ejemplares del TW-3 (Trainer, Water-cooled, Type 3 (Entrenador, refrigerado por Agua, modelo 3)) con un motor V-8 Wright-Hispano I de 112 kW (150 hp). El modelo revisado tenía claramente un mayor potencial a largo plazo, y, en junio de 1923, el USAAS contrató 20 aviones de producción TW-3, junto con suficientes repuestos como para construir otros tres aviones. Por esta época, la General Motors Corporation estaba pensando en abandonar el negocio de la aviación y cerrar su subsidiaria Dayton-Wright, así que Reuben Fleet de la compañía Gallaudet se aseguró los derechos del diseño del entrenador de Dayton-Wright. Cuando los accionistas de Gallaudet expresaron su desacuerdo con esta medida, Fleet dejó la compañía y fundó la Consolidated Aircraft Corporation.
A esta nueva compañía fue la orden de producción del TW-3, y todos los aviones fueron entregados al final de 1923 con la repotenciada planta motriz de un motor Wright-Hispano E (Hispano-Suiza 8 construido bajo licencia). Una vez que el avión entró en servicio, Fleet continuó mejorando el TW-3, siendo el cambio más importante la retirada de la capota del motor para mejorar los campos de visión, hacia delante y hacia abajo, de los ocupantes. La visibilidad aún era pobre, así que Fleet obtuvo permiso del Ejército estadounidense para reconstruir un TW-3 con un nuevo y más esbelto fuselaje, proporcionando un acomodo en tándem en vez del lado a lado. Este avión revisado fue conocido en general como el "Camel (Camello)", debido a la joroba existente entre sus dos cabinas.
El "Camel" puede ser considerado como el prototipo de la respuesta de Consolidated al requerimiento del USAAS de 1924 para un nuevo entrenador básico. A principios del verano de 1924, el USAAS probó un prototipo designado de manera no oficial como TW-8, y emitió una orden de 50 ejemplares de la variante de producción del Consolidated Model 1 para que entrara en servicio como PT-1. Los primeros modelos de producción tenían cubiertas dorsales planas, prontamente reemplazadas por una versión más aerodinámica, y algunos de los primeros ejemplares fueron construidos probablemente en la planta de Gallaudet en Norwich, antes de que la producción comenzase en Buffalo. Los primeros 171 aparatos de los 221 construidos usaron un aerodinámico radiador de morro, mientras que los restantes usaron la instalación menos aerodinámica. Una célula de PT-1 fue completada como XPT-2 con un motor radial Wright J-5 de 164 kW (220 hp).

## Historia operacional
El PT-1 se convirtió en el primer avión de entrenamiento comprado por el Servicio Aéreo del Ejército en una cantidad sustancial tras la Primera Guerra Mundial. Los Cadetes de Aviación en Texas y California lo volaron extensamente a finales de los años 20 y principios de los 30. Adquirió el mote de "Trusty (Fiel)" por su excelente habilidad de realizar una rápida y efectiva recuperación de una barrena. Fácil de volar, el Trusty hizo que algunos estudiantes se confiaran demasiado, y recibieran un sobresalto cuando avanzaron a aviones más rápidos con características de manejo más difíciles. El Trusty era comúnmente volado sin las capotas del motor en un esfuerzo por evitar el sobrecalentamiento.
Mientras que el TW-3 había complementado al JN-4D, el PT-1 reemplazó a este modelo totalmente obsoleto y fue responsable de una radical mejora en el historial de seguridad del entrenamiento de pilotos del Ejército estadounidense. Uno de estos aviones fue entregado a la Armada estadounidense para la realización de pruebas, y otros cuatro aviones similares en general fueron entregados a Siam en 1928. Desde ese año, el PT-1 fue reemplazado en el servicio de primera línea por el Consolidated PT-3, pero luego se convirtió en una valiosa herramienta en el programa de vuelo de la Guardia Nacional, hasta que fue retirado a principios de los años 30.

## Variantes

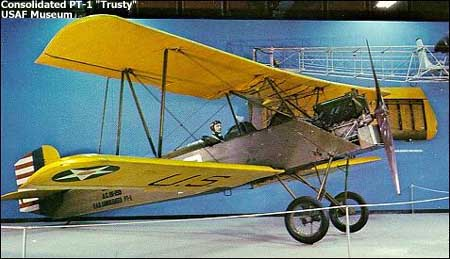
Consolidated PT-1 "Trusty" del NMUSAF.

TA-3
 Dayton-Wright (Trainer, Air-cooled type 3), 13 construidos, motor rotativo Le Rhone 9C de 60 kW (80 hp), envergadura de 9,4 m, longitud de 6,9 m, peso cargado de 795 kg.
TA-5
Un único TA-3 con motor Lawrance J-1 usado para realizar pruebas de un sistema de tren de aterrizaje de una sola rueda, en 1923.
TW-3
 Dayton-Wright (Trainer, Water-cooled type 3), dos construidos, motor Wright-Hispano I de 112 kW (150 hp), envergadura de 10,6 m, longitud de 7,8 m, peso cargado de 1019 kg.
TW-3
 Consolidated (Trainer, Water-cooled type 3), 20 construidos, motor Wright-Hispano E de 134 kW (180 hp), envergadura de 10,6 m, longitud de 8,1 m, peso cargado de 1092 kg.
Model 1
Un TW-3 reconstruido con asientos en tándem. Designado no oficialmente cono TW-8.
PT-1
 Versión de producción del Model 1. Consolidated (Primary Trainer number 1), 221 construidos, motor Wright-Hispano E (V-720) de 134 kW (180 hp).
XPT-2
Un PT-1 con motor Wright R-790 (J-5) de 168 kW (225 hp), envergadura de 10,5 m, longitud de 8,6 m, peso cargado de 1100 kg.

## Operadores
Estados Unidos
- Servicio Aéreo del Ejército de los Estados Unidos
- Armada de los Estados Unidos
- Guardia Nacional de los Estados Unidos

 Siam
- Real Servicio Aeronáutico Siamés

## Supervivientes
- 26-233: PT-1 en exhibición estática en el Museo Nacional de la Fuerza Aérea de Estados Unidos en Dayton (Ohio). Fue obtenido de la Universidad Estatal de Ohio en 1957.[5][6]
- 27-150: PT-1 en exhibición estática en el San Diego Air & Space Museum en San Diego (California). Fue comprado a Harry E. Kirk en Rushville, Indiana, en 1978. Tras completar los trabajos para poner el avión en exhibición, fue donado al Museo por Atlas Hotels de San Diego.[7]
- Reproducción: PT-3 en estado de vuelo en el EAA Aviation Museum en Oshkosh (Wisconsin). Una vez voló con el 154th Observation Squadron de la Guardia Nacional de Arkansas, fue más tarde adquirido por el University of Arkansas College of Engineering y fue reconstruido con un motor J-5 usado en los modelos PT-3.[8][9]

## Especificaciones (PT-1)
Referencia datos: Eden & Moeng (2002)

### Características generales
- Tripulación: Dos
- Longitud: 8,5 m (27,8 ft)
- Envergadura: 10,5 m (34,4 ft)
- Altura: 3 m
- Superficie alar: 26,4 m² (284 ft²)
- Perfil alar: Clark Y de sección gruesa
- Peso vacío: 819 kg (1805,1 lb)
- Peso máximo al despegue: 1169 kg (2576,5 lb)
- Planta motriz: 1× motor lineal V-8 refrigerado por agua Wright-Hispano E.
  - Potencia: 134 kW (185 HP; 182 CV)

### Rendimiento
- Velocidad máxima operativa (Vno): 148 km/h (92 MPH; 80 kt) al nivel del mar
- Velocidad crucero (Vc): 127 km/h (79 MPH; 69 kt) a altitud óptima
- Alcance: 563 km (304 nmi; 350 mi)
- Techo de vuelo: 4099 m (13 448 ft)
- Régimen de ascenso: 3,5 m/s (689 ft/min)

## Aeronaves relacionadas

### Secuencias de designación
- Secuencia Numérica (interna de Consolidated): 1 - 2 - 7 - 8 →
- Secuencia TA-_ (Entrenador, refrigerado por Aire, del USAAS, 1919-1924): TA-1 - TA-2 - TA-3 - TA-4 - TA-5 - TA-6
- Secuencia TW-_ (Entrenador, refrigerado por Agua, del USAAS, 1919-1924): TW-1 - TW-2 - TW-3 - TW-4 - TW-5
- Secuencia PT-_ (Entrenadores Primarios del USAAC/USAAF, 1925-1948): PT-1 - PT-2 - PT-3 - PT-4 - PT-5 →